# Kaszás Attila
Kaszás Attila (Vágsellye, 1960. március 16. – Budapest, 2007. március 23.) Jászai Mari-díjas magyar színész.

## Életpályája
Gyermekkorát a csehszlovákiai Vágfarkasdon töltötte, ahol szülei a helyi iskolában tanítottak. A komáromi Selye János Gimnáziumban végzett, majd 1979-ben került Budapestre a Színház és Filmművészeti Főiskolára, amit 1983-ban végzett el Horvai István és Kapás Dezső tanítványaként. 1983-tól tizenhat éven át volt a Vígszínház társulatának tagja, majd négy évig szabadúszó színész volt. 2003 óta volt a Nemzeti Színház tagja. Játszott a Katona József Színházban, az Új Színházban, a Budapesti Kamaraszínházban, a Rock Színházban, valamint Győrben, Kecskeméten, Sopronban és Szegeden.
Első komoly sikerét 1990-ben, Georg Büchner Leonce és Léna című darabjában Leonce megformálásával érte el, amiért megkapta az Országos Színházi Találkozó legjobb férfialakítás díját. Pályája során mintegy ötven darabban játszott főszerepet, televíziós és mozifilmekben szerepelt, különleges muzikalitása, kitűnő hangi adottságai révén számos zenés darabban és musicalben is remek alakítást nyújtott.
Eszenyi Enikővel kötött első házassága, majd Balázsovits Edittel való kapcsolata után másodszor is megnősült. 2005-ben megszületett kisfia, Jancsi. Kislánya, Luca már halála után, 2007 decemberében született meg.

## Halála
Trokán Péter elmondása szerint már napokkal kórházba kerülése előtt erős fejfájásra panaszkodott. 2007. március 19-én a Tizenkét dühös ember című darab kezdete előtt hirtelen összeesett. A mentőben újraélesztették, és az Országos Idegsebészeti Tudományos Intézmény intenzív osztályára szállították, ahol stroke-ot állapítottak meg. Négy napon keresztül kómában feküdt, életét az aznap éjszaka elvégzett tehermentesítő koponyaműtét sem tudta már megmenteni, másnap március 23-án este pedig meghalt.
2007. április 18-án pályatársak és barátok vettek végső búcsút tőle. A temetési szertartást szűk családi körben tartották, a hamvasztás utáni búcsúztatásra azonban több százan elmentek. Tóth Tibor, Lukács Sándor, Jordán Tamás, Szarvas József és Rudolf Péter tartotta a búcsúbeszédet és ezután hamvait Várszegi Asztrik püspök, pannonhalmi főapát szentelte meg, a Dunába szórásuk előtt.

## Munkássága

### Színházi szerepei
- Reginald Rose: Tizenkét dühös ember (a 4. esküdt)
- Calderón: Az élet álom (Astolfo)
- Weöres Sándor: Holdbeli csónakos (a holdbeli csónakos)
- Bíró Lajos: Sárga liliom (Thurzó Sándor főhadnagy)
- Shakespeare: III. Richárd (Buckhingham herceg)
- Caragiale: Farsang (adóhivatali gyakornok)
- Katona József: Bánk bán (Biberach)
- Vörösmarty Mihály-Spiró György: Czillei és a Hunyadiak (Bodó)
- Weöres Sándor: A kétfejű fenevad (Ambrus diák)
- Mihail Bulgakov: Iván, a rettentő (Zsorzs Miroszlavszki)
- Gorkij: Éjjeli menedékhely (Vaszka Pepel)
- Arthur Miller: Az ügynök halála (Happy)
- Niccodemi: Hajnalban, délben, este (Mario)
- Shakespeare: III. Richárd (Lord Hastings)
- Shakespeare: Ahogy tetszik (Orlando)
- Shakespeare: Macbeth (Macbeth)
- Georg Büchner: Leonce és Léna (Leonce)
- Dés–Geszti-Békés: A dzsungel könyve (Sir Kán)
- Szomory Dezső: Györgyike drága gyermek (Tersánszky László)
- John Osborne: Dühöngő ifjúság (Jimmy)
- Molnár Ferenc: Liliom (Liliom)
- Heinrich von Kleist: A heilbronni Katica (Vihar Frederik)
- Goethe: Faust (Mefisztó)
- Sławomir Mrożek: Tangó (Edek)
- Dosztojevszkij: Bűn és bűnhődés (Szvidrigaljov)
- Szigethy András: Kegyelem (Rajk László elvtárs)
- Füst Milán: IV. Henrik (IV. Henrik)
- Shakespeare: A vihar (Caliban)
- Shakespeare: Sok hűhó semmiért (Benedetto)
- Dosztojevszkij: A Karamazov testvérek (Dmitrij)
- Tennessee Williams: Az ifjúság édes madara (Chance Wayne)
- Vörösmarty: Csongor és Tünde (Csongor)
- Szomory Dezső: Hermelin (Pálfi Tibor)
- Molière: Don Juan (Don Juan)
- Shakespeare: Téli rege (Leontes király)
- Békés Pál–Rozgonyi Ádám: Szegény Lázár (Lázár)
- Tóth Ede: A falu rossza (Göndör Sándor)
- Márai Sándor: Füves könyv
- Csáth Géza: A Janika (Boér Kálmán)
- G. B. Shaw: Az ördög cimborája (Dudgeon Richard)
- Csurka István: Ki lesz a bálanya? (Juhász)
- Dobozy Imre: A tizedes meg a többiek (Fekete)
- Székely János: Caligula helytartója (Lucius)
- Füst Milán: A néma barát (Theodor)
- Csehov: A három nővér (Versinyin)
- Presser Gábor, Sztevanovity Dusán: A padlás (Rádiós)

### Zenés szerepei
- Kacsóh Pongrác: János vitéz (János vitéz)
- Szörényi-Pozsgai-Fonyódi: Árpád népe (Oszvald)
- Presser–Horváth–Sztevanovity: A padlás (Rádiós)
- Zerkovitz: Csókos asszony (Dorozsmay Pista)
- MacDermot–Rado–Ragni: Hair (Claude)
- Brecht–Weill: Koldusopera (Bicska Maxi)
- Andersson–Ulvaeus–Rice: Sakk (Anatolij)
- Bernstein: West Side Story (Tony)
- Styne–Merrill: Van aki forrón szereti (Joe)
- Kodály Zoltán: Háry János (Háry János)
- Schönberg–Maitby–Boublil: Miss Saigon (Professzor)
- Szirmai–Bakonyi–Gábor: Mágnás Miska (Miska)
- Szörényi–Nemeskürty: Atilla – Isten kardja (Önögész)
- Szakcsi Lakatos Béla–Csemer Géza: A bestia (a kakastollas lovag)
- Szörényi–Bródy: István, a király (Laborc)
- Sarkadi–Ivánka–Szörényi–Bródy: Kőműves Kelemen (Ambrus)
- Schönberg-Boublil-Victor Hugo-Miklós Tibor: A nyomorultak (Enjolras)
- Mario Vargas Llosa–Kapás Dezső: Pantaleón és a hölgyvendégek (a prédikátor)
- Várkonyi Mátyás–Béres Attila: A bábjátékos (Diák)
- Rodgers–Hammerstein: A muzsika hangja (Georg von Trapp kapitány)
- Mihály–Horváth: 56 csepp vér (Lőrinc pap)

### Filmszerepei
- Cha-Cha-Cha (1982) – Gál Slici
- Macbeth (1982, tévéfilm)
- Napló gyermekeimnek (1982)[7]
- Boszorkányszombat (1983) – Királyfi
- Fehér rozsda (1983, tévéfilm) – Diák
- Az élet muzsikája – Kálmán Imre (1984)
- Nőuralom (1984) – Lovász
- T.I.R. (1984, tévésorozat) – Dávid
- Farkasok és bárányok (1985, tévéfilm)[8]
- Hány az óra, Vekker úr? (1985)
- Nyolc évszak (1985-1986, tévésorozat) – Karcsi, pincér
- Börtönkarrier (1986, tévéfilm)
- Kőműves Kelemen (1986, a színpadi előadás tévéfilm-változata)
- A másik ember (1987)
- Kaland az élet (1987, tévéfilm)
- Mint egy fekete kismacska nyaka (1987, tévéfilm)
- Zuhanás közben (1987) – Wolf
- Peer Gynt (1988, tévéfilm) – Szakács
- Titánia, Titánia, avagy a dublőrök éjszakája 1-2. (1988) – Tábornok
- Eszmélet 1-5. (1989, minisorozat)
- Heten Budapest ellen (1989, tévéfilm)
- Kölcsey (1989, tévéfilm)
- Nincs itthon az Isten (1989, tévéfilm)
- A távollét hercege (1990) (énekhang)
- Isten hátrafelé megy (1990) – A kölyök
- Napló apámnak, anyámnak (1990)
- Síremlék (1990, tévéfilm)
- Tükörgömb (1990, tévéfilm)
- Zenés TV Színház: Peches ember ne menjen a jégre… (1990) – Péter
- Édes Emma, drága Böbe (Vázlatok, aktok) (1991)
- Leonce és Léna (1991, tévéfilm) – Leonce herceg, Péter fia
- Területrendezés (1991, tévéfilm)
- Lement a hold (1992, tévéfilm)
- Társasjátékok (1992, tévéfilm) – Toni
- Alfa (1993, tévéfilm)
- Prinzenbad (1993) – Ralph
- Rádióaktív BUÉK (1993, tévéfilm) – Müle Gábor, rádiós disc jockey
- Nature morte (1993) – Kardos Attila
- Patika (1994, tévésorozat) – Tádé
- Érzékek iskolája (1996) – Kéri Márton
- Kisváros (1996-1998, tévésorozat)
- Üvegtigris (2001) – Bandita II.
- A hídember (2002) – Necosek
- Hukkle (2002) – Városi papa
- Egy hét Pesten és Budán (2003) – Robi
- Könyveskép – 13. rész: Fancsikó és Pinta (2004, tévésorozat)
- Sértett (2004) – Férfi nővér
- Üvegfal (2004) – Sipos doktor
- 56 csepp vér (2006) – Lőrinc
- Árpád népe (2006, tévéfilm) – Oszvald
- Indián nyár (2006, tévéfilm) – Császár Tibor
- Kútfejek (2006) – Jani, a kutas
- A kísértés (2007, tévéfilm) – Pietro Aretino

### Szinkronszerepei
| Filmek | Filmek                                                         | Filmek                           | Filmek                  | Filmek      |
| Év     | Cím                                                            | Szereplő                         | Színész                 | Szinkron év |
| ------ | -------------------------------------------------------------- | -------------------------------- | ----------------------- | ----------- |
| 1936   | Charlie Chan a lóversenyen                                     | Bruce Rogers                     | Thomas Beck             | 1987        |
| 1939   | Óz, a csodák csodája (4. magyar szinkron)                      | Hunk / Madárijesztő              | Ray Bolger              | 2000        |
| 1940   | Északnyugati átjáró                                            | Robert Rogers őrnagy             | Spencer Tracy           | 2007        |
| 1957   | Sissi 3.: Sissi – Sorsdöntő évek                               | Lajos herceg                     | Klaus Knuth             | 1991        |
| 1963   | Szörnyetegek (2. magyar szinkron)                              | Stefano                          | Ugo Tognazzi            | 2005        |
| 1965   | Dollár-trilógia 2.: Pár dollárral többért (1. magyar szinkron) | Wild (a púpos)                   | Klaus Kinski            | 1989        |
| 1966   | Egy ember az örökkévalóságnak (2. magyar szinkron)             | Fiatalabb William Roper          | Corin Redgrave          | 1989        |
| 1967   | Egy hatpennys fele                                             | Pearce                           | Grover Dale             | 1988        |
| 1968   | A Tejút                                                        | Jean                             | Laurent Terzieff        | 1994        |
| 1969   | Madarak, árvák, bolondok                                       | Andrej                           | Philippe Avron          | 1991        |
| 1969   | Szelíd motorosok (1. magyar szinkron)                          | George Hanson                    | Jack Nicholson          | 1999        |
| 1970   | Airport (1. magyar szinkron)                                   | Férfi az irányítótoronyban       | N/A                     | 1985        |
| 1970   | De B. márkiné                                                  | Desgrais őrmester                | Pierre Brice            | 1990        |
| 1970   | Love Story                                                     | IV. Oliver Barrett               | Ryan O’Neal             | 1989        |
| 1972   | A nagy leszámolás                                              | Philipp Wermeer                  | Alberto Dentice         | 1989        |
| 1972   | Kabaré                                                         | Brian Roberts                    | Michael York            | 1987        |
| 1973   | Pillangó (1. magyar szinkron)                                  | Louis Dega                       | Dustin Hoffman          | 1997        |
| 1974   | Airport ’75 (1. magyar szinkron)                               | Mr. Kelly                        | Terry Lester            | 1986        |
| 1974   | Lenny                                                          | Lenny Bruce                      | Dustin Hoffman          | 2002        |
| 1974   | Villám és Fürgeláb (2. magyar szinkron)                        | Fürgeláb                         | Jeff Bridges            | 2006        |
| 1975   | Kincs ez a nő                                                  | Oscar                            | Jack Nicholson          | 2002        |
| 1975   | Száll a kakukk fészkére (2. magyar szinkron)                   | Randle Patrick McMurphy          | Jack Nicholson          | 1999        |
| 1976   | A szentév (1. magyar szinkron)                                 | Sofőr                            | Stéphane Bouy           | 1989        |
| 1977   | Equus                                                          | Alan Strang                      | Peter Firth             | 1986        |
| 1978   | Oliver története                                               | IV. Oliver Barrett               | Ryan O’Neal             | 1991        |
| 1978   | Pokolról pokolra (3. magyar szinkron)                          | Ray Hicks                        | Nick Nolte              | 1997        |
| 1979   | Apokalipszis most (2. magyar szinkron)                         | Jay „Chef” Hicks                 | Frederic Forrest        | 2003        |
| 1979   | Dominique                                                      | Tony Calvert                     | Simon Ward              | 1993        |
| 1979   | Hurrikán                                                       | Jack Sanford                     | Timothy Bottoms         | 1991        |
| 1979   | Térdre kényszerítve                                            | Antonio Platamonte               | Michele Placido         | 1993        |
| 1980   | Halvena úr pere                                                | Lorence                          | N/A                     | 1987        |
| 1981   | Gallipoli                                                      | Barney                           | Tim McKenzie            | 1983        |
| 1981   | Végtelen szerelem                                              | David Axelrod                    | Martin Hewitt           | 1987        |
| 1982   | A megközelíthetetlen                                           | David                            | Danny Webb              | 1988        |
| 1982   | A sötét kristály (1. magyar szinkron)                          | Narrátor (hang)                  | Joseph O’Conor          | 2006        |
| 1982   | A Vörös Pimpernel                                              | Kivégzést vezető kapitány        | Barrie Houghton         | 1988        |
| 1982   | Airport 2000                                                   | Pete                             | Michael Sacks           | 1989        |
| 1982   | Sok pénznél jobb a több                                        | Bámészkodó férfi a banknál       | N/A                     | 1984        |
| 1983   | A nyolc szamuráj legendája (1. magyar szinkron)                | Inue Shinbei Masashi             | Szanada Hirojuki        | 1989        |
| 1983   | Kifulladásig Los Angelesben                                    | N/A                              | N/A                     | 2002        |
| 1983   | Legyetek jók, ha tudtok                                        | Cirifischio felnőttként          | Rodolfo Bigotti         | 1989        |
| 1983   | Szahara (1. magyar szinkron)                                   | String                           | Cliff Potts             | 1989        |
| 1983   | VI. Henrik (minisorozat)                                       | George                           | Paul Jesson             | 1987        |
| 1984   | A smaragd románca (3. magyar szinkron)                         | Jack T. Colton                   | Michael Douglas         | 2002        |
| 1984   | Az áruló (1. magyar szinkron)                                  | Willie Parker                    | Terence Stamp           | 2000        |
| 1984   | Beverly Hills-i zsaru (első-két magyar szinkron)               | William „Billy” Rosewood nyomozó | Judge Reinhold          | 1987        |
| 1984   | Beverly Hills-i zsaru (első-két magyar szinkron)               | William „Billy” Rosewood nyomozó | Judge Reinhold          | 1999        |
| 1984   | Végzetes látomás (1. magyar szinkron)                          | N/A                              | N/A                     | 1988        |
| 1985   | Az évszázad esküvője (1. magyar szinkron)                      | Paul Deschamps                   | Thierry Lhermitte       | 1987        |
| 1985   | Montreáli bankrablás (1. magyar szinkron)                      | Ügyfél a páncélteremnél          | N/A                     | 1986        |
| 1985   | Rázós futam                                                    | Mr. Carney                       | Peter Rowell            | 1987        |
| 1985   | Vérbeli sztár                                                  | Bryan Snow                       | Peter Chelsom           | 1989        |
| 1986   | A három amigó (1. magyar szinkron)                             | Ned Nederlander                  | Martin Short            | 1988        |
| 1986   | Csillagos ötös                                                 | N/A                              | N/A                     | 1987        |
| 1986   | Kemény fickók                                                  | Jarvis                           | Charles Sweigart        | 1989        |
| 1986   | Nagy zűr Kis-Kínában (2. magyar változat)                      | Jack Burton                      | Kurt Russell            | 1999        |
| 1987   | A szerelem királya                                             | Jay Schoen                       | Alan Rosenberg          | 1990        |
| 1987   | Arizonai ördögfióka                                            | H.I.                             | Nicolas Cage            | 1990        |
| 1987   | Beverly Hills-i zsaru 2. (első-két magyar szinkron)            | William „Billy” Rosewood nyomozó | Judge Reinhold          | 1989        |
| 1987   | Beverly Hills-i zsaru 2. (első-két magyar szinkron)            | William „Billy” Rosewood nyomozó | Judge Reinhold          | 1999        |
| 1987   | Mi ketten                                                      | N/A                              | N/A                     |             |
| 1987   | Miért?                                                         | N/A                              | N/A                     | 1989        |
| 1987   | Őrült Hold                                                     | Brooks                           | Kiefer Sutherland       | 1989        |
| 1987   | Összeesküvés – A chicagói nyolcak pere                         | Lee Weiner                       | Robert Fieldsteel       | 1990        |
| 1988   | Csizmás kandúr                                                 | Csizmás Kandúr                   | Christopher Walken      | 1999        |
| 1988   | Egy bűnös                                                      | ?                                | ?                       | 1991        |
| 1988   | Krokodil Dundee 2.                                             | Miguel                           | Juan Fernández          | 1989        |
| 1988   | Meghasonlás                                                    | Leon                             | David Hewlett           | 1990        |
| 1988   | Vörös zsaru                                                    | Salim                            | J. W. Smith             | 1989        |
| 1989   | Fordítsd vissza az időt!                                       | William Hawkins                  | Jere Burns              | 1991        |
| 1989   | Nem vagyunk mi angyalok                                        | Jim                              | Sean Penn               | 1990        |
| 1990   | Oltalmazó ég (2. magyar szinkron)                              | Eric Lyle                        | Timothy Spall           | 2004        |
| 1990   | Rosencrantz és Guildenstern halott (2. magyar szinkron)        | Guildenstern                     | Tim Roth                | 2004        |
| 1990   | Zöld kártya                                                    | Phil                             | Gregg Edelman           | 1991        |
| 1991   | Farkangyal                                                     | A médium                         | Jim J. Bullock          | 1992        |
| 1991   | Fedezetlen szerelem (2. magyar szinkron)                       | Jake                             | John Malkovich          | 1997        |
| 1991   | JFK – A nyitott dosszié                                        | Lee Harvey Oswald                | Gary Oldman             | 1996        |
| 1992   | Kutyaszorítóban (2. magyar szinkron)                           | Rózsaszín                        | Steve Buscemi           | 2005        |
| 1992   | Üvöltő szelek (1. magyar szinkron)                             | Edgar Linton                     | Simon Shepherd          | 1999        |
| 1994   | A szakítás                                                     | Pierre                           | Daniel Auteuil          | 2005        |
| 1994   | Beverly Hills-i zsaru 3. (2. magyar szinkron)                  | William „Billy” Rosewood nyomozó | Judge Reinhold          | 1999        |
| 1994   | Forrest Gump (1. magyar szinkron)                              | Forrest Gump                     | Tom Hanks               | 1994        |
| 1995   | A hálózat csapdájában                                          | Jack Devlin                      | Jeremy Northam          | 1996        |
| 1996   | A szerelem hangja                                              | ?                                | ?                       | 2004        |
| 1996   | Tébolyult szenvedély                                           | Pierre Duval                     | Vincent Lindon          | 2006        |
| 1996   | Tökös tekés                                                    | Roy Munson                       | Woody Harrelson         | 1997        |
| 1997   | A költözés                                                     | Claude                           | François Cluzet         | 2006        |
| 1997   | A sátán gyermeke                                               | N/A                              | N/A                     | 2000        |
| 1997   | A tao harcosai (2. magyar szinkron)                            | Komodo                           | Angus Macfadyen         | 2004        |
| 1997   | Démoni csapda                                                  | Rick Magruder                    | Kenneth Branagh         | 1999        |
| 1997   | Éjfél a jó és rossz kertjében                                  | Joe Odom                         | Paul Hipp               | 1999        |
| 1997   | Hollywood titka                                                | ?                                | ?                       | 1997        |
| 1997   | James Bond 18.: A holnap markában                              | Stamper                          | Götz Otto               | 1998        |
| 1997   | Játsz/ma (2. magyar szinkron)                                  | Conrad Van Orton                 | Sean Penn               | 2001        |
| 1997   | Köszöntjük Szarajevóban!                                       | Michael Henderson                | Stephen Dillane         | 2000        |
| 1998   | A Ravasz, az Agy és két füstölgő puskacső (1. magyar szinkron) | Dudva                            | Jason Statham           | 1999        |
| 1998   | Armageddon                                                     | Rockhound                        | Steve Buscemi           | 1998        |
| 1998   | Az őrület határán                                              | Staros százados                  | Elias Koteas            | 1999        |
| 1998   | Zűrzavar                                                       | Eddie                            | Sean Penn               | 2001        |
| 1999   | A szállítmány (1. magyar szinkron)                             | Davis                            | Jeff Fahey              | 2000        |
| 1999   | A világ második legjobb gitárosa                               | Emmet Ray                        | Sean Penn               | 2001        |
| 1999   | Betolakodó                                                     | Nick Girard                      | Charles Powell          | 2000        |
| 1999   | Tűzzel-vassal                                                  | Rzedzian                         | Wojciech Malajkat       | 2000        |
| 2000   | Beethoven 3.                                                   | Richard Newton                   | Judge Reinhold          | 2000        |
| 2000   | Magányosok                                                     | Ondrej                           | Ivan Trojan             | 2004        |
| 2000   | Örvénylő vizeken                                               | Thomas Janes                     | Sean Penn               | 2002        |
| 2000   | Szeretném, ha szeretnél                                        | Steve Edison                     | Matthew McConaughey     | 2001        |
| 2000   | U–571                                                          | Tyler                            | Matthew McConaughey     | 2001        |
| 2000   | Werckmeister harmóniák                                         | A herceg                         | Bese Sándor             | 2000        |
| 2001   | A Bermuda-háromszög kalandorai                                 | Aaron Roberts                    | Judd Nelson             | 2002        |
| 2001   | Buhersereg                                                     | Ray Elwood                       | Joaquin Phoenix         | 2004        |
| 2001   | Egy csodálatos elme                                            | Charles                          | Paul Bettany            | 2002        |
| 2001   | Pedálkirály                                                    | Ghislain Lambert                 | Benoît Poelvoorde       | 2003        |
| 2002   | Hodder és a tündér                                             | Hodder apja                      | Lars Brygmann           | 2006        |
| 2003   | Az utolsó akkord                                               | Bobby Cupid                      | Luke Wilson             | 2004        |
| 2003   | Kávé és cigaretta                                              | Iggy                             | Iggy Pop                | 2005        |
| 2003   | Ki nevel a végén?                                              | Chuck                            | John Turturro           | 2003        |
| 2003   | Médium – Veszedelmes erő (1. magyar szinkron)                  | Hawk                             | Zahn McClarnon          | 2006        |
| 2003   | Nyílt seb                                                      | Malloy nyomozó                   | Mark Ruffalo            | 2004        |
| 2003   | Titokzatos folyó                                               | Jimmy Markum                     | Sean Penn               | 2004        |
| 2004   | A Richard Nixon-merénylet                                      | Samuel J. Bicke                  | Sean Penn               | 2006        |
| 2004   | Akire büszkék vagyunk! – A hónap dolgozója                     | Jack                             | Steve Zahn              | 2005        |
| 2004   | Csodálatos Júlia                                               | Tom Fennel                       | Shaun Evans             | 2004        |
| 2004   | Döglött hal                                                    | Virgil                           | Billy Zane              | 2005        |
| 2004   | Éjszakai őrség                                                 | Anton Gorodetsky                 | Konsztantyin Habenszkij | 2006        |
| 2004   | Felejtés                                                       | Ash Correll                      | Dominic West            | 2005        |
| 2004   | Narco – Belevaló bealvós                                       | Gus                              | Guillaume Canet         | 2005        |
| 2005   | A tolmács                                                      | Tobin Keller                     | Sean Penn               | 2005        |
| 2005   | Batman: Kezdődik!                                              | Jim Gordon                       | Gary Oldman             | 2005        |
| 2005   | Fekete víz                                                     | Jeff Platzer                     | Tim Roth                | 2006        |
| 2005   | Pénz beszél                                                    | Brandon Lang                     | Matthew McConaughey     | 2006        |
| 2005   | Szahara                                                        | Dirk Pitt                        | Matthew McConaughey     | 2006        |
| 2006   | A király összes embere                                         | Willie Stark                     | Sean Penn               | 2007        |
| 2006   | Las Bandidas                                                   | Tyler Jackson                    | Dwight Yoakam           | 2006        |
| 2006   | Több, mint sport                                               | Jack Lengyel                     | Matthew McConaughey     | 2007        |

| Sorozatok | Sorozatok                            | Sorozatok                              | Sorozatok        | Sorozatok   |
| Év        | Cím                                  | Szereplő                               | Színész          | Szinkron év |
| --------- | ------------------------------------ | -------------------------------------- | ---------------- | ----------- |
| 1979      | Forró szél                           | Illegális lakásfoglalóPiero, a vegyész | Cedomir Petrovic | 1984        |
| 1979      | Forró szél                           | FocistaPincér                          | N/A              | 1984        |
| 1983      | A Korall-sziget (1. magyar szinkron) | Jack                                   | Scott McGregor   | 1987        |
| 1983      | Szerelmek nyomában 1-3.              | Alain                                  | Didier Sandre    | 1988        |
| 1986-1990 | A Guldenburgok öröksége              | Jan Balbeck                            | Sigmar Solbach   | 1990-1993   |
| 1989      | Eszmélet                             | József Attila                          | Röhrig Géza      | 1989        |
| 1986      | Derrick XIII.                        | N/A                                    | N/A              | 1988        |
| 1991      | Kalóz Jack száz élete                | Kalóz Jack                             | Steven Williams  | 1992        |
| 2001      | 24 I.                                | Andre Drazen                           | Željko Ivanek    | 2004        |

| Rajz- és animációs filmek | Rajz- és animációs filmek                               | Rajz- és animációs filmek       | Rajz- és animációs filmek | Rajz- és animációs filmek |
| Év                        | Cím                                                     | Szereplő                        | Szinkronhang              | Szinkron év               |
| ------------------------- | ------------------------------------------------------- | ------------------------------- | ------------------------- | ------------------------- |
| 1955                      | Tom és Jerry – 96. rész: A műkedvelő mezei egér         | Pecos bácsi                     | Shug Fisher               | 1988                      |
| 1967                      | Asterix, a gall                                         | Assurancetourix                 | Jacques Jouanneau         | 1987                      |
| 1976                      | Asterix tizenkét próbája                                | Assurancetourix                 | Pierre Tornade            | 1988                      |
| 1976                      | Hupikék törpikék és a csodafurulya (2. magyar szinkron) | Vili / Bibice                   | Michel Modo               | 1988                      |
| 1984                      | Hupikék törpikék és Törpicur                            | Vili / Bibice (archiv felvétel) | Frank Welker              | 1988                      |
| 1986                      | Hupikék törpikék – VI/18. rész: A legkisebb viking      | Vili / Bibice                   | Frank Welker              | 1989                      |
| 1999                      | Pokémon: Az első film – Mewtwo visszavág                | Mewtwo                          | Rodger Parsons            | 2000                      |
| 2001                      | Szörny Rt.                                              | Randall Boggs                   | Steve Buscemi             | 2002                      |

## Albumai

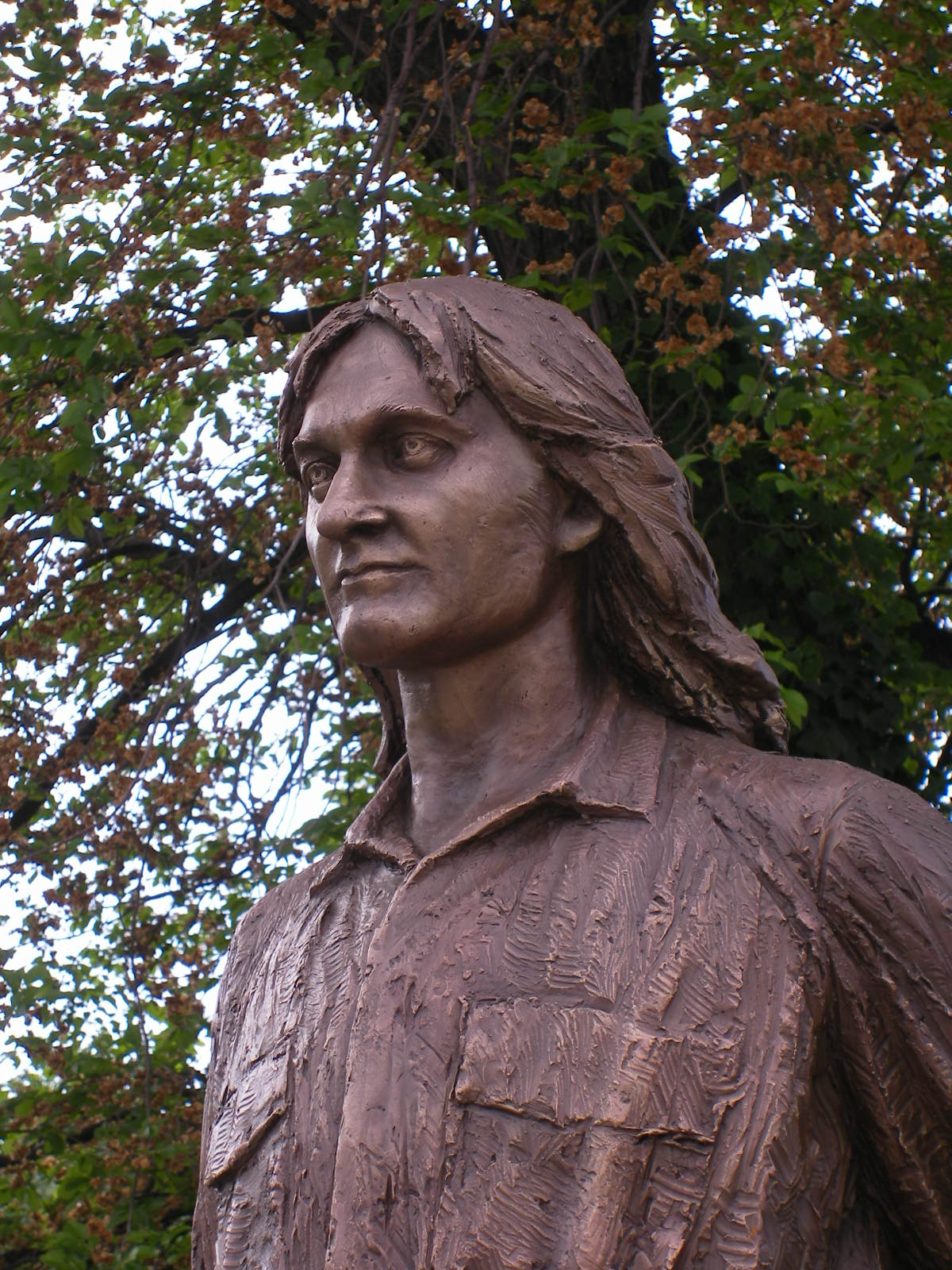
Kaszás Attila szobra Komáromban a Jókai színház előtt. Gáspár Péter szobrász alkotása

### Tomboló Hold(1998)
Tracklist:
1. Helló Hold
2. Még Egy
3. Síremlék
4. Csillagséta
5. Álomhadsereg
6. Ballada
7. 100 Év
8. Barbie
9. Végtelen kékség
10. Fagyi
11. Úgy néztél Rám tegnap
12. Szavak nélkül
13. Mama
14. Elfelejtett Bossanova

### Patika (1994)
Tracklist:
1. Ha akarom
2. Végtelen út
3. Rohanás
4. Szól a dal...(Somló Tamással)

### A 7 parancsszó (2001) –Kovács Ákossalközösen
Tracklist
1. Az éj felén túl (részlet)(nyitány)
2. Pygmalion dala (hangolás)
3. Kétely (szörnyű jel)
4. Amíg megteheted (lelépni most)
5. Fény kép (tornyokból harangszó)
6. Kéjverseny (dal egymásnak)
7. A 7 parancsszó (a fénybe)

### Kit ringat a bölcső… Janikát! (2007)
Tracklist:
1. Gazdag Erzsi - Szarka Gyula: Biztató bölcsődal
2. Csorba Piroska - Szarka Gyula: Reggelre csak fél zoknit találok
3. Csoóri Sándor - Szarka Gyula: Medárdi eső
4. Móricz Zsigmond: Disznók az esőben
5. Móricz Zsigmond: A bölcs róka / Róka, róka gyere ki (népi mondóka)
6. Móricz Zsigmond - Szarka Gyula: A pórul járt farkas
7. Csukás István: A molnár tyúkja
8. Utassy József - Szarka Gyula: Varjúlakodalom
9. Dirmeg-dörmög a medve (népdal)
10. Móricz Zsigmond: A medve meg a mór
11. Baranyi Ferenc: Kecskekörmök
12. Tóth Bálint: A ház a törpéi
13. Kosztolányi Dezső - Samu: Oly jó ébredni
14. Móra Ferenc - Samu: Búcsúzik a rigó
15. Móra Ferenc - Samu: Búcsúzik a rigó
16. Benedek Elek - Samu: A páva és a varjú
17. Gyulai Pál - Samu: Pulyka és a veréb
18. Móra Ferenc - Samu: Az egyszeri szarka
19. Gyulai Pál - Samu: Szarka és a gilice
20. Gárdonyi Géza - Samu: A négy cica
21. A féreg farkincája (népköltés) - Samu
22. Pósa Lajos - Samu: Mese a nyulakról
23. Tompa Mihály - Samu: Felhő / Esik az eső (népi mondóka)
24. Gyulai Pál - Samu: Szél és a nap
25. Rudnyánszky Gyula - Samu: Vége van a meleg nyárnak
26. Móra Ferenc - Samu: Haragos szél
27. Móra Ferenc - Samu: Volt nekem (Csalimese)
28. Benedek Elek - Samu: Mikor én
29. Gárdonyi Géza - Samu: Altató
30. Móra Ferenc - Samu: Altató

## Cd-k és hangoskönyvek
- Az vagy nekem...
- Lengyel Dénes: Magyar regék és mondák
- Radnóti Miklós legszebb versei
- A hét parancsszó (verses hangjáték Kovács Ákos verseiből, 2001)
- J. R. R. Tolkien: A hobbit
- Ady Endre - József Attila - Radnóti Miklós válogatott versei
- Petőfi Sándor: Az apostol
- Petőfi Sándor versei

## Rádió, hangjáték
- Békés Pál: Pincejáték (1989)
- Kárpáti Péter: Egy röpke szóban (1991)
- Alekszandr Szolzsenyicin: A tankok igazsága (1993)
- Sean O'Casey: Az eke és a csillagok (1993)
- Szőcs Géza: Ezredvégi történet (1995)
- Katona József-Varga Viktor: Dobok és trombiták (2000)
- Nagy András: Arad, éjjel (2003)
- Viktor Pelevin: A rovarok élete (2004)
- Simone de Beauvoir: Minden ember halandó (2006)

## Díjai, elismerései
- Hegedűs Gyula-emlékgyűrű (1988)
- Jászai Mari-díj (1990)
- Országos Színházi Találkozó legjobb férfialakítás díja (1990)
- Ajtay Andor-emlékdíj (1992)
- Ruttkai Éva-emlékdíj (1992)
- Súgó Csiga díj (2005)
- Budai-díj (2006)
- Magyar Örökség díj (2014) /posztumusz/[11]

## Emlékezete

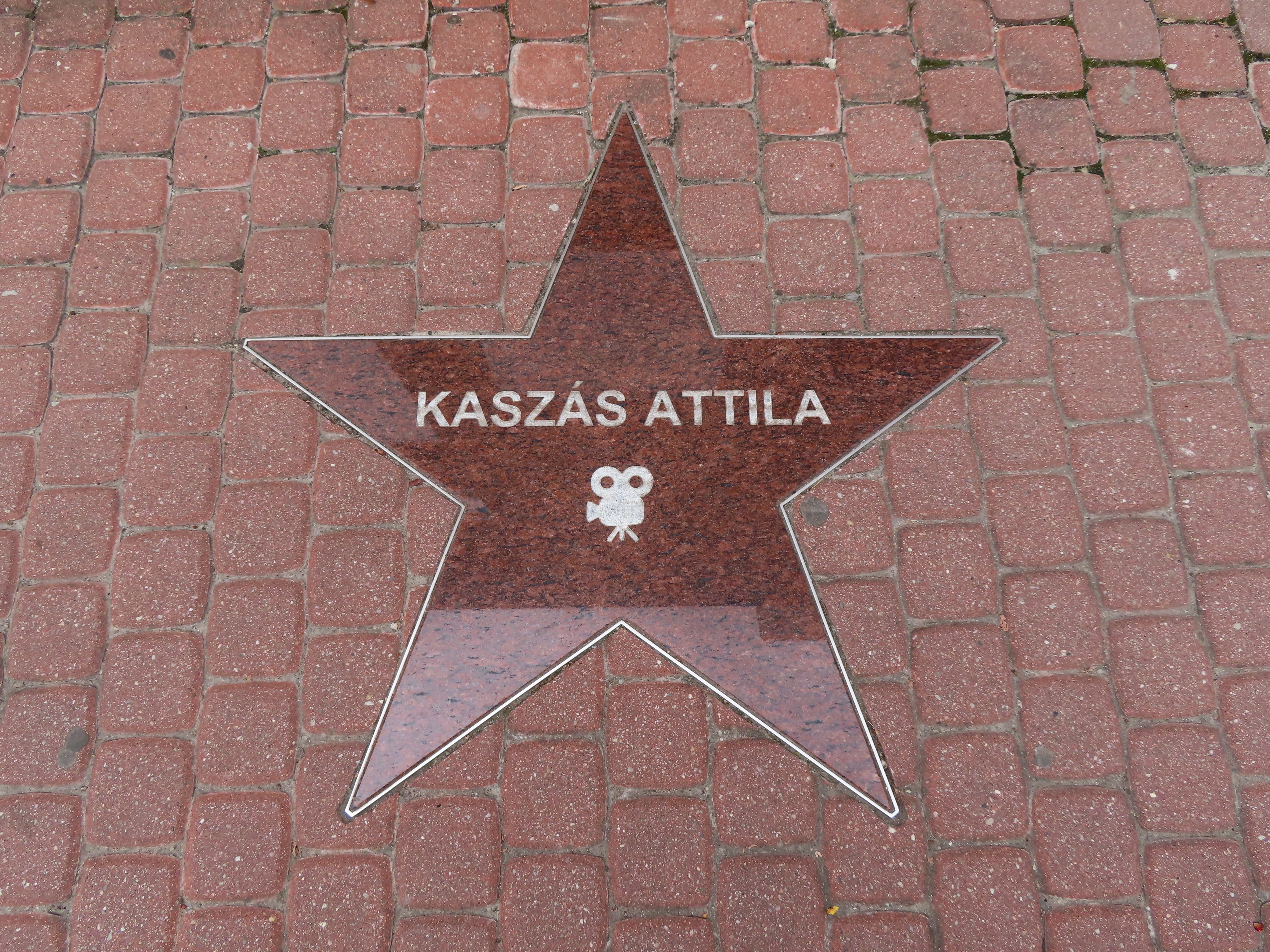
Komárom

- A Komáromi Jókai Színház épülete előtt 2008-ban szobrot avattak emlékére.[12] Nevét viseli a Budapesten tanuló szlovákiai magyar diákokat tömörítő diákszervezet, a Kaszás Attila Diákkör.[13]
- 2021 óta nevét viseli az 542026 Kaszásattila kisbolygó.[14][15]